# San Francisco Lachigoló
San Francisco Lachigoló es una localidad del estado mexicano de Oaxaca. Es cabecera del municipio de San Francisco Lachigoló.

## Demografía
| Censo | Población |
| ----- | --------- |
| 1900  | 600       |
| 1910  | 582       |
| 1921  | 609       |
| 1930  | 534       |
| 1940  | 595       |
| 1950  | 677       |
| 1960  | 799       |
| 1970  | 863       |
| 1980  | 1 067     |
| 1990  | 1 282     |
| 1995  | 1 520     |
| 2000  | 1 669     |
| 2005  | 1 683     |
| 2010  | 3 338     |
| 2020  | 5 091     |